# Brachinus elongatulus
Brachinus elongatulus är en skalbaggsart som beskrevs av Maximilien de Chaudoir. Brachinus elongatulus ingår i släktet Brachinus och familjen jordlöpare. Inga underarter finns listade i Catalogue of Life.